# Viréo d'Osburn
Vireo osburni
Espèce
Synonymes
- Laletes osburni

Statut de conservation UICN

 NT  : Quasi menacé
Le Viréo d'Osburn (Vireo osburni), ou Viréo montagnard, est une espèce de passereau placée dans la famille des Vireonidae.

## Répartition
Cet oiseau est endémique du Nord-Ouest de la Jamaïque. Il vit dans les forêts subtropicales ou tropicales humides de haute altitude (notamment dans les Blue Mountains et les Monts John Crow, dans le pays Cockpit et sur le Mont Diablo) et dans les plantations de café.

## Longévité
Cette espèce vit en moyenne 4 ans.

## Conservation
Son habitat est menacé par l'agriculture et par la création de plantations ne respectant pas ses besoins (café et Pinus caribaea).